# Caproidae
Famille
Les Caproidae sont une famille de poissons abyssaux de l'ordre des Perciformes et dont les espèces sont communément appelées Poissons-sangliers. 

## Liste des genres
Selon ITIS :
- sous-famille Antigoniinae
  - genre Antigonia Lowe, 1843
- sous-famille Caproinae
  - genre Capros Lacepède, 1802

## Liste des espèces
Selon FishBase :
- genre Antigonia
  - Antigonia aurorosea  Parin & Borodulina, 1986
  - Antigonia capros  Lowe, 1843
  - Antigonia combatia  Berry & Rathjen, 1959
  - Antigonia eos  Gilbert, 1905
  - Antigonia hulleyi  Parin & Borodulina, 2005
  - Antigonia indica  Parin & Borodulina, 1986
  - Antigonia malayana  Weber, 1913
  - Antigonia rhomboidea  McCulloch, 1915
  - Antigonia rubescens  (Günther, 1860)
  - Antigonia rubicunda  Ogilby, 1910
  - Antigonia saya  Parin & Borodulina, 1986
  - Antigonia undulata  Parin & Borodulina, 2005
  - Antigonia xenolepis  Parin & Borodulina, 1986
- genre Capros
  - Capros aper  (Linnaeus, 1758) - Sanglier de mer, appelé aussi Piranneau ou Soleil dans la Manche[2]